# شهرستان سید صادق
شهرستان سید صادق (به عربی: قضاء سید صادق) یک شهرستان و منطقهٔ مسکونی در عراق است که در استان سلیمانیه واقع شده‌است. شهرستان سید صادق ۱۱۵٬۰۰۰ نفر جمعیت دارد.